# Білгородка
Білгородка (також — Білогородка) — проміжна залізнична станція 5-го класу Козятинської дирекції Південно-Західної залізниці на неелектрифікованій лінії Шепетівка — Тернопіль між станціями Клембівка (10,2 км) та Суховоля (18,8 км). Розташована поблизу села Білогородка Шепетівського району Хмельницької області.
Від станції у напрямку села Коров'є відгалужується промислова гілка до Теофіпольського цукрового заводу. Перед заводом знаходився невеликий роз'їзд, який мав назву — станція Заводська, на якій колись  було напівавтоматичне блокування, але з часом все те обладнання і світлофори припинили використовувати.

## Історія
Станція відкрита 1915 року під час будівництва залізниці Шепетівка — Ланівці.

## Пасажирське сполучення
На станції зупиняються приміські поїзди сполученням Шепетівка — Ланівці.